# 聖羅薩區 (格羅省)
14°09′00″S 72°40′01″W / 14.150°S 72.667°W
聖羅薩區（西班牙語：Distrito de Santa Rosa），是秘魯的一個區，位於該國南部阿普里馬克大區的格羅省，始建於1990年6月14日，面積36.2平方公里，海拔高度3,550米，2005年人口767，人口密度每平方公里21人。